# Estación de Chaves
La Estación Ferroviaria de Chaves, igualmente conocida como Estación de Chaves, es una plataforma desactivada de la Línea del Corgo, que servía a la localidad de Chaves, en el distrito de Vila Real, en Portugal.

## Historia
Fue inaugurada el 28 de agosto de 1921, como terminal de la Línea del Corgo.